# Radó Péter
Radó Péter (Budapest, 1958. június 17. –) magyar oktatáskutató, oktatáspolitikai elemző.

## Életpályája
Radó Péter a budapesti Kölcsey Ferenc Gimnáziumban érettségizett 1976-ban. Egyetemi tanulmányait az ELTE levéltár–történelem szakán fejezte be 1983-ban. 1983 és 1988 között könyvtárosként dolgozott. 1988-tól az Országos Idegen Nyelvű Könyvtár Nemzetiségi Kutatócsoportjának tudományos munkatársa, 1990-től a kutatócsoport vezetője volt. 1994-1996 között a Művelődési és Közoktatási Minisztérium Kisebbségi Főosztályát, majd a Civil Kapcsolatok Igazgatóságát vezette. Lemondása után az Országos Közoktatási Intézetben oktatáskutatóként és az OSI-Budapest oktatási programjában tanácsadóként dolgozott. 1998-2001 között az OSI Oktatáspolitikai Intézetének igazgató helyettese volt. Az intézet megszűnése után két évig a szerb oktatási miniszter tanácsadójaként dolgozott. 2003-2007 között az Oktatáspolitikai Elemzések Központját vezette, majd 2008-2019 között az Expanzió Humán Tanácsadó vezető tanácsadója volt. 2019-től a CEU Center for Policy Studies, 2020 és 2022 között a CEU Democracy Institute kutatójaként dolgozott.
Radó Péter számos egyetemen tanít oktatáspolitikai elemzésről és a kisebbségek oktatásáról szóló kurzusokat. Nemzetközi fejlesztő szervezetek megbízásából tanácsadóként, szakértőként és képzőként dolgozott 18 délkelet-európai, kelet-európai és közép-ázsiai országban. Kisebbségszociológia, oktatáspolitikai elemzés, oktatási rendszerek kormányzása és a kisebbségek oktatása körében több mint nyolcvan tanulmányt és könyvet publikált magyarul, angolul és számos más európai nyelven. 2010-2014 között az OktpolCafé oktatáspolitikai blog társszerzője. 2012-2013-ban a Magyar Pedagógiai Társaság "Fehér könyv az oktatásról"  című stratégia elkészítését szolgáló program vezetője volt.
Radó Péter szűkebb szakterülete az oktatási rendszerek elemzése, oktatáspolitikai elemzés és tervezés, program- és közpolitika értékelés.

## Szakterület
- Oktatáspolitikai elemzés, tervezés, oktatási rendszerek elemzése
- Oktatáspolitikák és oktatásfejlesztési programok értékelése
- Kisebbségek oktatása, oktatási egyenlőtlenségek
- Stratégiai tervezés és fejlesztés az oktatásban
- Kisebbségkutatás

## Könyvek
- Az oktatáskormányzás jövője. Budapest, 2023. Tea Kiadó
- Közoktatás és politika. Magyarország 2010-2012. Budapest, 2022. Noran Libro Kiadó
- Az iskola jövője. Budapest, 2017. Noran Libro Kiadó
- Governing Decentralized Education Systems. Systemic Change in South Eastern Europe. 2010. Local Government and Public Service Reform Initiative, Open Society Institute Budapest.
- Transition in Education. Policy Making and the Key Educational Policy Areas in the Central-European and Baltic Countries. Budapest, 2001. Institute for Educational Policy – Open Society Institute Budapest.
- Asszimiláció és nyelvhasználat. Nemzeti kisebbségek Magyarországon. (Assimilation and Language Usage. National Minorities in Hungary) Budapest, 1992. Citoyen Kiadó.
- (with Gábor G. Tarján) Alsószentmárton. Előtanulmány egy cigány község vizsgálatához. (Alsószentmárton. A study about a Roma Village in Hungary) Pécs, 1990.

## Publikációk
- (Mikola Bálinttal) Illiberalism in Power: Educational and Cultural Policies. 2023. AUTHLIB Working Papers 2.
- Az oktatás alkalmazkodását szolgáló kormányzás intézményi feltételei öt kelet-európai országban. In: Iskolakultúra, 2022/4.
- Governing Education for Adaptive Change in Five Central Eastern European Countries. In: Radó – Munkácsy – Scharle – Kende: Adapting to Future Challenges to Education. Hungary, Poland, Romania, Serbia and Slovakia. CEU Democracy Institute, 2021.
- The institutional conditions of adapting to future challenges in the Hungarian education system. CPS Working Paper Series 2021/1. CEU Democracy Institute, 2021.
- Social Selection in Education: the Wider Context of the Segregation of Roma Pupils in Hungary. CEU Center for Policy Studies. Working Paper Series 2020/4.
- The Adaptability of Education Systems to Future Challenges in Context: An Analytical Framework. CEU Center for Policy Studies. Working Paper Series 2020/1.
- (with Kriszta Ercse) A magyar közoktatásban zajló privatizáció és annak hatásai. In: Iskolakultúra, 2019/29(7), 8-49.
- Market reforms in the Hungarian school system: impact of changes in the ownership structure, NESET Ad hoc report no. 2/2019.
- A Naprendszer benépesítése és a tanulás értelme: oktatáspolitikai terek A Térségben. In: Filippov Gábor, Nagy Ádám, Tóth Csaba (szerk.): Párhuzamos univerzumok – Képzelet és tudomány. Athenaeum Kiadó, 2019
- A közoktatás szelektivitása mint a roma szegregáció általános kontextusa. In: Fejes József Balázs és Szűcs Norbert (szerk.): Én vétkem. Helyzetkép az oktatási szegregációról. Motiváció Oktatási Egyesület 2018, Szeged. 31–55.
- Aktivitás – passzivitás. Az aktív polgárrá nevelés esélyeiről. In: Egymásra utalva – Összebeszélünk – II. Ifjúságügyi Kongresszus konferenciakötet. Budapest, 2016. Pallasz Athéné Egyetem – Iuvenis – Ifjúságszakmai Műhely, Ifjúságszakmai Együttműködési Tanácskozás 84-93. o.
- A rendszerszintű iskolakritika felmorzsolódása In: Új Pedagógiai Szemle 2016/7-8 Loránd Ferenc emlékezete jegyében – „Szembenézni” konferencia
- Santiago P.-Levitas A.-Radó P.-Shewbridge C: OECD Reviews of School Resources: Estonia[halott link]. OECD Reviews of School Resources. Paris, OECD Publishing 2016.
- (with D. Petrovic, J. Setényi, D. Stankovic) Formative evaluation of implementation of inclusive practices in the Education System in Serbia (2009 – 2014).[halott link] 2016. UNICEF
- The key underlying concepts of contemporary educational policies Archiválva 2015. december 22-i dátummal a Wayback Machine-ben In: Public Policy Handbook for Higher Education. Edited by: Răzvan Orășanu. Bucharest, May 2014. UEFISCDI
- A nemzeti együttműködés közoktatási rendszere és a PISA mérések. (Education in the System of National Cooperation and the PISA Surveys.) In: Beszélő, 2014. február.
- (with Gordana Capric, Vitomir Jovanovic et alia) Koliko je inkluzivna nasa skola? (How inclusive is our school? Self-evaluation package for primary and secondary schools) Center for Educational Policy, 2013.
- The Evaluation of the Reading and Writing for Critical Thinking Program in Kosovo. Final Evaluation Report. Prishtinë: Kosova Education Center.
- Egy végtelen történet: közoktatási decentralizáció Délkelet-Európában. (A neverending story: decentralization in education in South-East Europe) In: Educatio. Centralizáció, decentralizáció, demokrácia. 2013/1. szám.
- Intézményi önreflexió, minőségirányítás és fejlesztés a magyar közoktatásban Háttértanulmány a "Fehér Könyv az oktatásról" c. stratégia számára. 2013
- A sketch on the governance context of educational policy-making.[halott link] In: Uzdanica Jun 2012, Vol IX.
- Regional Educational Performance Patterns in Europe. In: CEPS Journal Vol.1. N3. 2011.
- Őfelsége az állam. Az oktatáspolitika elszabadult hajóágyúi. (His Majesty the State) In: Beszélő, 2011/10. szám
- Oktatásirányítás és oktatáspolitika a Balkánon. (Eudcation governance and educational policy on the Balkans.)] In: Educatio. Oktatás és Politika. 2011. 19/4. szám.
- School Failure in Serbia. In: Psiholoska istrazivanja. Vol.13. br.1. 2010.
- Equity in Education – Synthesis Report: The Potential and Limitations of the Learning Outcomes Based Approach. Policy-making for equity in education in Austria, the Czech Republic, Hungary, Slovakia and Slovenia. In: Equity in Education. Country Notes of a Central-European Project 2009. Tempus Public Foundation 2009.
- Decentralizacija na ucilisnovo obrazovanije v Bulgaria. (Decentralization in the Bulgarian education system.) Sofia, 2009. Institut Otvoreno Obsestvo.
- A tanulási eredményekre orientált megközelítés érvényesülése az oktatási szektorban. (Promoting the learning outcomes based approach in the Hungarian education sector.) In: Oktatás és képzés 2010. Műhelybeszélgetések 2007. Budapest, 2008. Oktatási és Kulturális Minisztérium
- A szakmai elszámoltathatóság biztosítása a magyar közoktatásban. (Ensuring Professional Accountability in the Hungarian Primary and Secondary Education.) In: Új Pedagógiai Szemle. 2007. december.
- Oktatási egyenlőtlenségek Magyarországon. (Educational Inequalities in Hungary.) In: Esély 2007/4.
- Méltányosság az oktatásban: dimenziók, okok és oktatáspolitikai válaszok. OECD analitikus országjelentés.[halott link] (Equity in Education: Dimensions, Reasons and Educational Policy Answers. OECD Country Analytical Report.) In: Méltányosság az oktatásban. Két jelentés az oktatás méltányosságáról. Budapest, 2007. Oktatási és Kulturális Minisztérium.
- Professionalizing Teachers: The Wider Policy Context. In: Professional Development. Experiences from educators for educatiors. Edited by: W. Duffie VanBalkom & Snezana Mijatovic. Calgary, 2006. Canadian International Development Agency.
- Államháztartási reform az oktatási szektorban. Oktatáspolitikai jegyzet. (Treasury Reform in the Education Sector. Policy Brief.) In: Új Pedagógiai Szemle 2006/június.
- A fejlesztő értékelés az oktatáspolitika és az oktatásfejlesztés eszközrendszerében. (Formative Assessment in the Toolkit of Educational Policy and the Development of Education) In: Új Pedagógiai Szemle. 2006/március
- Izkustvoto na politikata: Differencirane na ucitelskite zaplati. (The Art of Policy-Making: Differentiating Teachers’ Salaries) In: Politiki 05/06. 2006. Sofia.
- (Radó Péter and others) Kistelepülések kisiskolái. (Small Schools of Small Settlements.) Az Oktatáspolitikai Elemzések Központja nyilvános közpolitikai elemzése. Budapest, suliNova Kht., 2005.
- Támogató rendszerek a pedagógusok munkájában. (Support Services for the Work of Teachers) In: A pedagógusszakma megújításának kihívásai. Oktatási Minisztérium. 2005.
- (Péter Radó and others) Tanulás Magyarországon. (Learning in Hungary) Az Oktatáspolitikai Elemzések Központja nyilvános közpolitikai elemzése. Budapest, Sulinova Kht. 2005.
- Educational policy centers seek to inform reform. In: Local Government Brief. Spring-Summer, 2005.
- (Péter Radó and others) Fenntartható-e a közoktatás? Hatékonysági szempontok érvényesítése a közoktatásban. (Is education sustainable? Asserting effectiveness in public education.) Az Oktatáspolitikai Elemzések Központja nyilvános közpolitikai elemzése. Budapest, Országos Közoktatási Intézet, 2004.
- Decentralization and the Governance of Education. An Introductory Summary. In: Decentralization and the Governance of Education. The State of Education Systems on Bosnia and Herzegovina, Poland and Romania. (Szerk: Radó Péter) Budapest, 2004. OSI/LGI, LGI Fellowship Series.
- A tanulásfejlesztés politikája. (Policy for Improving Learning) In: A tanuló felnőtt – a felnőtt tanuló. Felnőttoktatási Akadémia 2003. Budapest, 2004. Országos Közoktatási Intézet.
- A közoktatás tartalmi szabályozásának rendszere Magyarországon. (The System of Content Regulation in Hungary) In: Önkormányzat és közoktatás. Budapest, 2004. Országos Közoktatási Intézet.
- A humánerőforrás-fejlesztési operatív program és a roma tanulók oktatása. (The Operational Program for Human Resource Development and the Education of Roma Children.) In: Educatio, 2003/Tél
- (Péter Radó and others) A közoktatás tartalmi szabályozásának rendszere Magyarországon. (The system of content regulation in Hungary.) Az Oktatáspolitikai Elemzések Központja nyilvános közpolitikai elemzése. Budapest, Országos Közoktatási Intézet, 2003.
- (with Éva Révész) The Role of Hungarian County Public Education Funds in the Development of the Primary and Secondary Education of Roma Pupils. Budapest, 2003. Local Government and Public Service Reform Initiative – Open Society Institute
- (with Erzsébet Czachesz) Oktatási egyenlőtlenségek és speciális igények. (Educational Inequalities and Special Needs) In: Jelentés a magyar közoktatásról 2003. (Szerk: Halász Gábor és Lannert Judit) Budapest, 2003. Országos Közoktatási Intézet.
- A leszakadó, hátrányos helyzetű társadalmi csoportok oktatásának, képzésének lehetőségei a tudásalapú társadalomban. (The Education of Disadvantaged Groups in the Knowledge-based Society) In: A tanulás kora. Felnőttoktatási Akadémia 2002. Budapest, Országos Közoktatási Intézet, 2003.
- Myth or Reality? High Quality Education in Central and Eastern Europe In: Degrees of Separation. Schools and Students behind the Education Curtain. Local Government Brief Fall/2002.
- Roma Students in the Hungarian Education System. In: Ethnic Minorities and Inter-Ethnic Relations in Context. A Dutch-Hungarian comparison. (edited by K. Phalet and A. Örkény) 2001. Ashgate
- Bevezetés az oktatáspolitikai elemzésbe: romák és az iskola. (Introduction to Educational Policy Analysis: Roma and the Schools.) In: Iskolakultúra, 2001. December
- The Hungarian Reform Experience. In: Proceedings of the Educational Policy Workshop January 24-27, 2001. Kyiv, 2001. International Renaissance Foundation.
- Roma Education Policies in Hungary. In: The Roma Education Resource Book. (edited by McDonald-Kovács-Fényes) 2001. Institute for Educational Policy, Open Society Institute Budapest.
- Reform maraton: a kilencvenes évek (Reform Marathon: the Nineties) In: Iskolakultúra, 2001. Április.
- Társadalmi kohézió és oktatáspolitika. (Social Cohesion and Educational p olicy) In: Új Pedagógiai Szemle, 2001. február
- Kisebbségek oktatása a Balkánon. (Education of Minorities on the Balkans) In: Educatio, 2000/Nyár.
- Miről is beszélünk? (What are we talking about?) In: Cigánynak születni. Tanulmányok, dokumentumok. (Born to be Gipsy. Studies and documents) (Szerk. Horváth – Landau – Szalai)Budapest, 2000. Aktív Társadalom Alapítvány – Új Mandátum Kiadó
- Speciális igények az oktatásban. (Special Needs in Education) In: Jelentés a magyar közoktatásról 2000. (Szerk: Halász Gábor és Lannert Judit) Budapest, 2000. Országos Közoktatási Intézet.
- Egyenlőtlenségek és méltányosság a közoktatásban. (Inequalities and Equity in Education. In: Jelentés a magyar közoktatásról 2000. (Szerk: Halász Gábor és Lannert Judit) Budapest, 2000. Országos Közoktatási Intézet.
- Esélyegyenlőség és oktatáspolitika. (Equity and Educational Policy) In: Esélyteremtés és iskola. Lillafüred, 1999. Új Pedagógiai Szemle – BAZ Megyei Pedagógiai Intézet.
- Hátrányok és hátránykompenzálás az oktatásban. (Disadvantages and their Compensation in Education) In: Önkormányzat és közoktatás ’99. (Szerk: Palotás Zoltán) Szekszárd, 1999. Tolna Megyei Önkormányzat Pedagógiai Intézete
- (with Krisztina Kardos) Nemzeti kisebbségek, romák és bevándorlók oktatása az Európai Unióban és Magyarországon (Education of National Minorities, Roma and Immigrants in the European Union and Hungary) In: Európai Tükör, 1999. 1. sz.
- Romák és esélyek. (Roma and Chances) In: Fundamentum, 1998/1-2. sz.
- Röpirat a cigányságról. (Pamphlet on Roma) In: Beszélő, 1998. Február.
- Jelentés a magyarországi cigány tanulók oktatásáról. (Report on the Education of Roma Students in Hungary) Budapest, 1997. Nemzeti és Etnikai Kisebbségi Hivatal.
- Romák és a felsőoktatás. (Roma and the Higher Education) In: Mit tehet a magyar felsőoktatás a roma fiatalok hatékonyabb oktatásáért? Tudományos Közlemények IV. 1997.
- (with Eszter Harsányi) Cigány tanulók a magyar iskolában. (Roma Students in the Hungarian School) In: Educatio, 1997/tavasz
- A nemzeti és etnikai kisebbségek oktatása. (The Education of National and Ethnic Minorities) In: Tanulmányok a magyar közoktatásról. In: Budapest, 1997. Országos Közoktatási Intézet.
- A cigányság oktatásának fejlesztése. (The Development of the Education of Roma) In: Iskolakultúra. V. évfolyam, 24. szám.
- A kisebbségi oktatás fejlesztése. (The Development of the Education of Minorities) Az MKM stratégiai munkabizottsága számára készített háttértanulmány. Budapest 1995. Az Új Katedra novemberi melléklete.
- Asszimiláció és nyelvváltás a magyarországi szlovének körében. (Assimilation and Language Shift among Slovenes in Hungary) In: Regio, 1996/1. sz.
- Reprezentácia Slovákov v Madarsku v miesanych slovensko-madarskych osadách. (Representation of Slovaks in Hungary in Mixed Slovak-Hungarian Settlements) In: 275 Rokov v Békésskej Cabe. Békéscsaba, 1995.
- Kisebbségi nyelvhasználati jogok és gyakorlat Magyarországon. (Minority Language Rights and Practice in Hungary) In: Kisebbségek és önkormányzat. Minoritás könyvek 1. Budapest 1994. Minoritás Alapítvány.
- Magyar nemzetiségi önkormányzat a szlovéniai muravidéken. (The Self-government of Hungarians in Muravidék, Slovenia) In: Regio 1993/3. sz.
- (with Ildikó Szabó) Fájdalommentes asszimiláció? Beszélgetés a kétnyelvűségről a szlovéniai Völgyifaluban. (Painless Assimilation? Conversations about Bilinguailism in Völgyifalu, Slovenia) In: Pedagógiai Szemle 1993/11. sz.
- A Bács-Kiskun megyei nemzeti közösségek. (The Vitality of National Minority Communities in Bács-Kiskun County) In: Dunatáji találkozás. A kecskeméti Katona József Múzeum közleményei 5. Kecskemét, 1992.
- A nemzeti kisebbségek nyilvános nyelvhasználata Magyarországon. (Public Language Usage among National Minorities in Hungary) In: Regio 1992/2. sz.
- Nyelvhasználat és nyelvi szocializáció a magyarországi horvátok között. (Language Usage and Lingual Socialization among the Croatians in Hungary) In: Dodola. Tanulmányok a magyarországi horvátokról. Pécs, 1990.
- (with Éva Molnár and Gábor G. Tarján) Nagybörzsöny. Egy község múltja és jelene. (Nagybörzsöny. A German Village in Hungary) In: Együttélés. Tanulmányok a Pest megyei nemzetiségek köréből. Budapest, 1990.
- Nemzettudat és közigazgatás összefüggése Grünwald Béla publicisztikájában. (National Consciousness and Public Administration in the Works of Béla Grünwald) In: Jogtudományi Közlöny 1982/9. sz.

## Egyéb publikációk
- PISA 2022: Miért beteg a magyar közoktatás? Taní-tani Online 2023.12.14.
- A közoktatás immunrendszere és a pedagógus szakmai szervezetek. Taní-tani Online 2022.04.19.
- Gender-tények: fiúk és lányok az iskolában és azon túl Portfolio.hu 2021.01.27.
- A közoktatás demokratizálásáról. Élet és Irodalom LXV. évfolyam, 1. szám. 2021. január 8.
- A rendszer-szabályozási eszköztár és a NAT. Taní-tani Online. 2020.04.13.
- PISA 2018 – Hol a gödör alja? Taní-tani Online 2019.12.04.
- A nulladik Hvg360/Hvg 2019.11.14.
- Milyen lehet(ne) az iskola? in: Dobos Orsolya (szerk.): Lehet más az iskola? Tanulmányok és beszélgetések a magániskolák jelenéről és jövőjéről. Alapítványi és Magániskolák Egyesülete, 2019 42-51.o.
- Mi történt velünk? Az új tanév búskomor köszöntése Élet és Irodalom LXIII. évfolyam, 40. szám, október 4.
- A szelekcióról nagyon egyszerűen Taní-tani Online 2019.02.10.
- Oktatás: a megoldás vagy a probléma része? Beszélgetések a jövőről-sorozat Hvg Online 2018.11.27.
- Radó Péter: A Nat mint rendszerszabályozási eszköz In: Új Pedagógiai Szemle 2018/5-6. NAT-tervezet 2018 – szakmai reflexiók
- Érettségi: tényleg hazugság? Taní-tani Online 2018.09.16.
- 2018: az oktatáspolitikai reménytelenség éve Élet és Irodalom LXII. évfolyam, 10. szám, 2018. március 9.
- Dobozokba zárva Élet és Irodalom LXI. évfolyam, 51-52. szám, 2017. december 20.
- Szegénykeltető iskolák Élet és Irodalom LXI. évfolyam, 46. szám, 2017. november 17.
- Lyukas marokkal – Hogyan pazaroljuk az oktatásra költött forrásokat? Magyar Narancs 29. évf. 38. sz. 2017.09.21.
- Tanévnyitó ünnepély Archiválva 2017. szeptember 24-i dátummal a Wayback Machine-ben Hvg 2017.09.02.
- PISA 2015: miért romlanak az eredményeink? Taní-tani Online 2016.12.11.
- A csúfos PISA-bukás oka az oktatás minőségének súlyos romlása Hvg Online 2016.12.07.
- Klik Bicskéig Hvg Online 2016.05.19.
- Oktatási reformok és fejlesztésigények Taní-tani Online 2015.08.30.
- A felsőoktatás megszállásáról és annak következményeiről Beszélő 2015.05.22.
- A kilencosztályos általános iskoláról Taní-tani Online 2015.02.08.
- A Nemzeti együttműködés közoktatási rendszere és a PISA mérések  Beszélő 2014.02.03.
- Radó Péter: Szép új tanév Hvg Online 2013.09.02.
- Lacrimae rerum (az új tanévről) Haza és Haladás Közpolitikai Alapítvány 2013.08.27.
- Mélyszántás: iskolaállamosítás 2013 Hvg Online 2013.02.05.
- Mindent elölről Magyar Narancs 2012/11. (03.15.)
- A pedagógusok sztrájkja elé Nol.hu a HAT honlapjáról 2012.11.01.
- Az utolsó béketanév elé Vasárnapi Hírek 2011.09.04.
- Állami gondozott iskolák Vasárnapi Hírek 2011.04.03.
- Mindent elölről (Mi kell majd az oktatáspolitika újraélesztéséhez?) Magyar Narancs 2012/11. (03.15.)

## Interjúk
- Kiépült a közoktatási kasztrendszer. Magyar Narancs, 2022.04.21.
- Leépülő sulikultúra: tömegek esnek ki emiatt a közoktatásból Pénzcentrum 2021.04.06.
- Radó Péter: Katasztrófa, a magyar gyerekek negyede el fog bukni 10 év múlva Archiválva 2018. december 27-i dátummal a Wayback Machine-ben Zoom.hu 2018.12.27.
- Radó Péter: „A helyzet drámai, ezt a kormányzatot egyáltalán nem érdekli az oktatás” Magyar Narancs 2018.09.03.
- Lassú pusztulásban a közoktatás – Radó Péter: Legyünk a digitális vas és acél országa! 168 óra 2018.07.02.
- Radó Péter: „Az iskola a tanulás egy jelentős részéből kiszorul” HVG 2017. november. 18.
- Radó Péter: "szultáni levél" nélkül nincs iskolakutatás Archiválva 2017. november 14-i dátummal a Wayback Machine-ben Népszava 2017. nov 11.
- „A kilencosztályos iskola ötlete csak alibifoci” Archiválva 2015. október 15-i dátummal a Wayback Machine-ben Hvg 2015.július 25. 30. szám
- Egész évben szünidő? Magántanulók zsákutcában Archiválva 2015. december 22-i dátummal a Wayback Machine-ben 168 óra 2015.05.05.
- „Az oktatás minősége drámai mértékben romlik” – Radó Péter oktatáskutató Magyar Narancs 2015.04.21.
- Kiváltságosok előnyben Archiválva 2016. január 19-i dátummal a Wayback Machine-ben 168 óra 2015.03.29.
- Magától is összeomlik Magyar Narancs 2014/46. (11.13.)
- A cinikus politika áldozatai Archiválva 2016. január 19-i dátummal a Wayback Machine-ben Radó Péter – Baj lesz jövőre 168 óra 2014.11.25.
- A rombolás megtörtént Nol.hu 2014.04.20.
- „Ebből nem jöhet ki más, mint rossz kormányzás”[halott link] Haza és Haladás Közpolitikai Alapítvány
- „A gyerekek teljesítményének drámai romlása várható” Nol.hu 2013.09.01.
- Visszabalkánosított iskolák Archiválva 2016. március 4-i dátummal a Wayback Machine-ben 168 óra 2012.09.12.
- Az oktatáspolitikai Stockholm-szindróma Haza és Haladás Közpolitikai Alapítvány 2012.07.30.
- Privát sarok: Oktatáspolitika a rendszerváltástól a rendszervisszaváltásig[halott link] Haza és Haladás Közpolitikai Alapítvány 2012.05.09.
- „Megvalósíthatatlan és cinikus” Magyar Narancs 2012/4 (01.26)
- „Rémálomszerű időutazás a 70-es évekbe” Archiválva 2016. március 5-i dátummal a Wayback Machine-ben Osztályfőnök.hu 2011.10.05.

## Prezentációk
- A tényeken alapuló oktatáspolitika alkotás anatómiája Archiválva 2016. március 4-i dátummal a Wayback Machine-ben Szkeptikus Klub 2015. 06.16.
- A Leviathán oktatáspolitikája Agora disszeminációs nyitókonferencia 2014.03.14.
- Successful Implementation of Inclusive Education. Belgrade, 2013.
- A felsőoktatás valódi minőségi problémái.  Szabadság és Reform Intézet konferenciája, 2013.
- A jól kormányzott közoktatási rendszer Archiválva 2016. március 4-i dátummal a Wayback Machine-ben Agora Akadémia 2013.03.08.
- Stratégiai tervezés a közoktatásban.  Agóra Akadémia, 2012.
- Oktatáspolitika. Megközelítések, a politikai és irányítási kontextus. Debreceni Egyetem, 2012.
- A „Nemzeti Köznevelési Rendszer” Makó, 2011.
- Evidence of Quality and Equity in Education. Belgrade 2011.
- A felsőoktatás átalakítása Hallgatók éjszakája 2011.06.17.
- Az uniformizált oktatási rendszerek felbomlása Elhangzott az Oktpolcafé 1. éves születésnapján 2011.05.20.
- Equity of financing and financing for equity Palic, 2011.01.23.
- Roma tanulók: a közoktatási rendszer kudarca. ELTE TÁTK doktori iskola, 2011.
- Oktatáspolitika Magyarországon 2011. Budaörs, Önfejlesztő iskolák, 2011.
- Mi várható a következő években? Pécs 2010.02.09.
- A 21. század kihívásai az oktatással szemben Rozsnyó 2010. 05.28.
- Digging deeper into New Public Management Corvinus Egyetem 2009.
- Tervezhetőség és alkalmazkodóképesség az oktatásban. Pécs, 2009.
- A TÁMOP tervezése Sárospatak 2008.09.26.
- Hatékonyság és eredményesség a közoktatásban 2008.
- A tanulási eredményeken alapuló megközelítés és az iskola. Dunaszerdahely, 2008.
- Az Európai Képesítési Keretrendszer. Veszprém, 2008.
- A közoktatás alapkérdései 2008.
- Az alkalmazkodni képes iskola, az alkalmazkodni képes oktatási rendszer. Lillafüred, 2008.
- The CEPA Report on Small Rural Schools in Hungary. A policy advocacy case. Istambul, 2006.
- Professionalizing teachers: the wider policy context. Budva, 2006.
- Teachers’ Remuneration Systems. The educational policy context. Sofia, 2006.
- Szakmai együttműködés – kommunikáció a tantestületben. Lillafüred, 2003.

## Videók
- Beszélgetés a magyar közoktatásról A Szabad Egyetem rendezvénye, CEU 2019.10.04.
- Nemzetközi trendek az oktatásban és Magyarország Líceum TV, Eszterházy Károly Egyetem, Eger 2018.03.19.
- Radó Péter: Az iskola jövője c. könyvének vitája ELTE PPK 2017.12.01.
- Önrendelkezés vagy szolgaság 1.előadás, 2.panelbeszélgetés Szabadság és Reform Intézet, Konferencia, 2016.05.07.
- A közoktatás értékelése Parlament TV, 2015.09.04.
- A tényeken alapuló oktatáspolitika anatómiája Szkeptikus Társaság, 2015.06.16.
- Expanzió és szerkezetváltás A Magyar Pedagógiai Társaság szakmai konferenciája 2/7, 2015.04.18.
- Befektetés vagy kifektetés? A felsőoktatás jövője 2013.04.11.
- Az uniformizált oktatási rendszerek felbomlása Az Oktpolcafé 1. születésnapján 2011.05.20.

## Videóinterjúk
- Látlelet az oktatásról Archiválva 2018. március 4-i dátummal a Wayback Machine-ben RTL Klub, Magyarul Balóval 2018.03.02.
- A PISA 2015 mérés eredményeiről és okairól ATV 2016.12.09.
- Az alulfinanszírozásból eredő problémák, kilencosztályos iskola ATV, 2015.09.23.
- Veszélyben a vidéki gimnáziumok? ATV, 2015.06.01.
- Nehezített továbbtanulás? ATV, 2015.03.06.
- Átstrukturálná a kormány az alapfokú oktatást? ATV, 2015.02.05.
- Itt az újabb oktatási mammutszervezet ATV, 2015.01.07.
- Szűkülnek a felsőoktatáshoz vezető utak? ATV, 2014.11.04.
- Átalakulások után indul az új tanév ATV, 2014.09.01.
- Hetes Stúdió: Lakner Zoltán és Radó Péter értékeli a 2014-es évet 1. rész 2. rész Klubrádió, 2014.12.27.
- A pedagógusok és a reformok ATV, 2013.01.23.
- Megelőző pártfogás ATV, 2013.10.31.
- Kezdődik a tanév: rombolás vagy építés az oktatásban ATV, 2013.08.26.
- Teljesen átvarrja a kormány a közoktatást? ATV, 2012.10.31.
- Társadalmi Kerekasztal 2011.09.30.